# Wohnprojekt

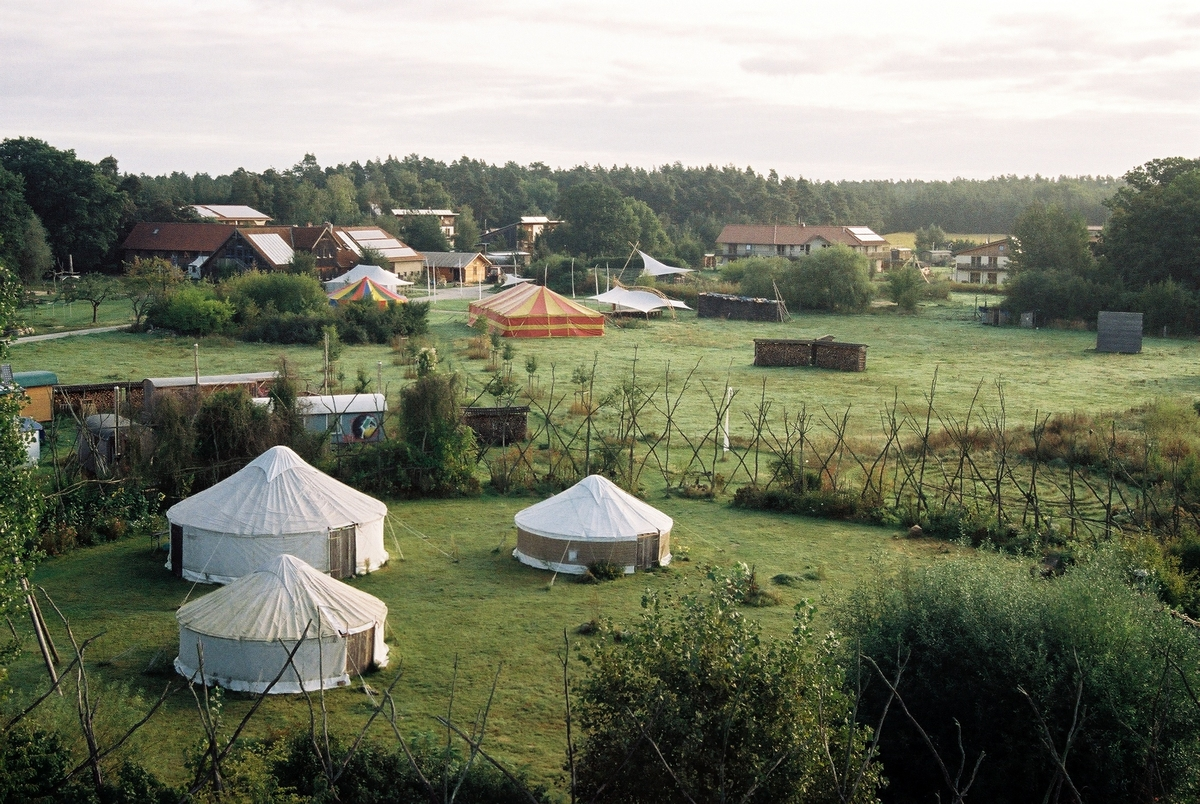
Das Ökodorf Sieben Linden ist eines der bekanntesten Projekte gemeinschaftlichen Bauens und Lebens in Deutschland.

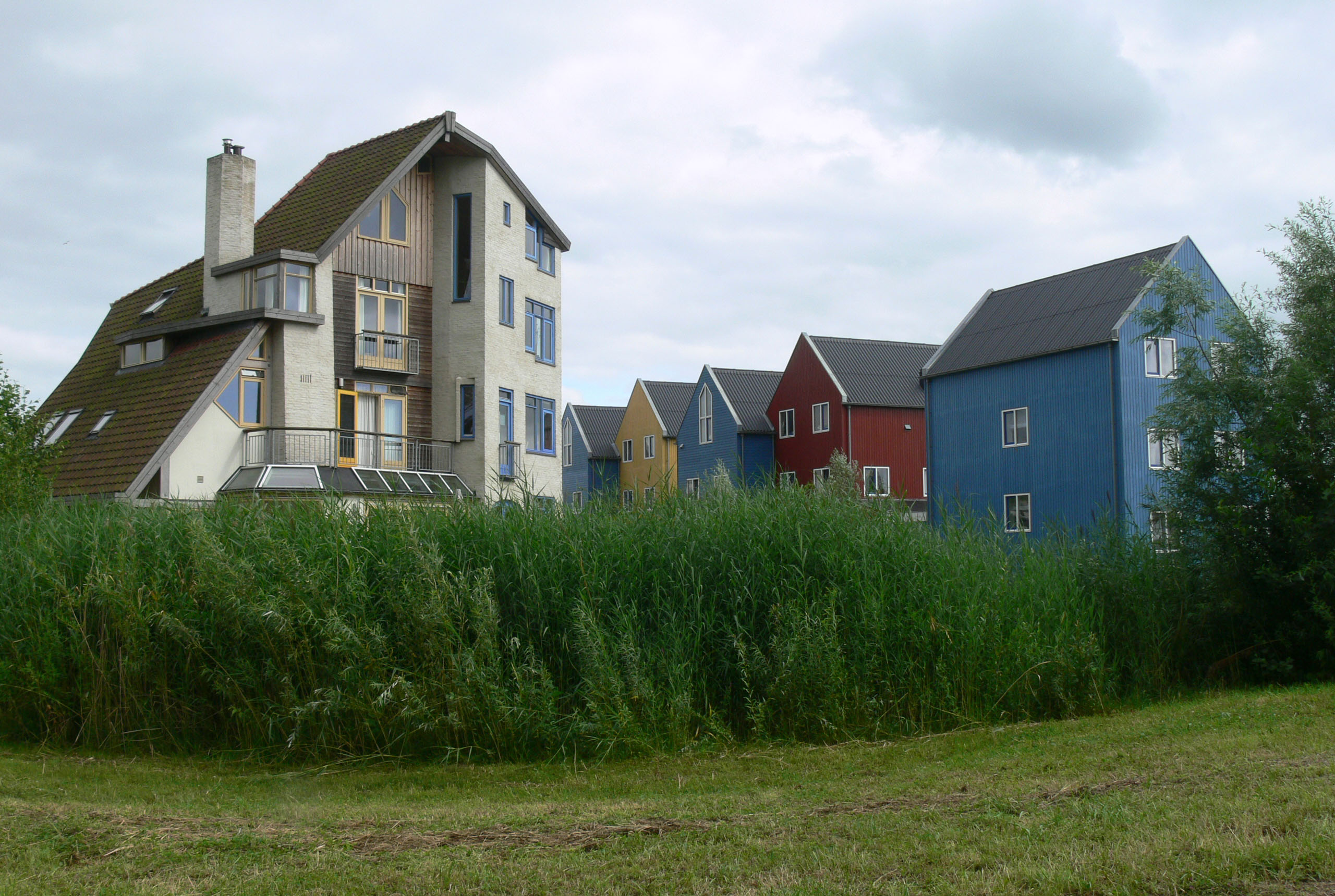
Die niederländische Lanxmeer-Siedlung mit 240 Gebäuden wird von der Gemeinschaft der Bewohnern verwaltet.

Als ein Wohnprojekt verstehen sich Haus- und Wohngemeinschaften, die ein oder mehrere Gebäude gemeinsam entwickeln, bewohnen und verwalten.

## Beschreibung
Bewusst gemeinschaftlich organisierte Wohnformen verbreiten sich seit den 1980er Jahren vor allem in Europa und Nordamerika als Variante des Zusammenlebens, bedürfnisgerechter Lebensformen sowie Umgang mit dem Altern der Gesellschaft und der Knappheit bezahlbaren Wohnraums.
Nachdem es in Industrieländern üblich wurde, allein, als Paar oder in Kleinfamilien zu leben, bietet das gemeinschaftliche Wohnen eine moderne Alternative zum traditionellen Leben in der Großfamilie oder in der Dorf- oder Hofgemeinschaft.
Wohnprojekte sind häufig mit Phasen des gemeinschaftlichen Bauens gekoppelt, um Wohnraum zu schaffen, der zur angestrebten Wohnform passt.
Wohnprojekte werden auch als Geplante Gemeinschaften bezeichnet, einer Übersetzung des englischen Begriffs intentional community (auch: bewusste oder gewählte Gemeinschaft).
Gemeinschaftliche Wohnformen haben eine lange Geschichte. Ursprünglich häufig spirituell oder religiös geprägt (z. B. Bruderhöfe), definieren sich Gemeinschaften auch über gemeinsame Ideale, Wunsch nach Gemeinschaftsgefühl, menschlicher Bindung und Beziehung, einfachem, ländlichem oder nachhaltigem Leben, gemeinsamen Lebensgewohnheiten, Aktivitäten wie Kunst und Handwerk oder der Fürsorge für emotional oder körperlich beeinträchtigte Menschen (z. B. Camphill-Gemeinschaften).
Auf dem Immobilienmarkt wird die Bezeichnung Wohnprojekt gelegentlich für auch Gebäude oder -Ensembles verwendet, die als generationenübergreifend konzipiert sind, also von Bewohnern unterschiedlicher Altersgruppen genutzt werden sollen. Andere gemeinschaftliche Wohnformen, deren Bezeichnungen aus dem Englischen übernommen worden, sind Co-Living, Cohousing und Cluster-Wohnung.

## Geschichte
Ihre Wurzeln haben viele Wohnprojekte bei den Hausbesetzungen, in emanzipatorischen Bewegungen und im politisch linken oder alternativen Spektrum. Anders als Eigentümergemeinschaften versuchen Wohnprojekte, Beteiligten die Chance zu eröffnen, auch ohne viel Eigenkapital selbstbestimmt zu leben, oft als Alternative zum isolierten Leben in der Singlewohnung oder im Altenheim. Soziologisch geht damit einher, dass die Kleinfamilie mit Alleinverdiener schwindet und Patchwork- sowie Wahlfamilien zunehmen.

## Erscheinungsformen
Charakteristisch für Wohnprojekte sind Selbstverwaltung und basisdemokratische Arbeitsweisen; die Spekulation mit Wohneigentum als Kapitalanlage wird in der Regel abgelehnt. So kommen nicht-kommerzielle Beteiligungsformen und genossenschaftliche Strukturen den Idealen vieler Wohnprojekt-Aktiven weitaus näher als Erwerbermodelle. Häufiger als der Neubau ist die Ressourcen schonende Umnutzung von Kasernen oder Fabrikgebäuden und anderer Altbauten, deren Abriss oder Verfall droht. Wichtig für Wohnprojekte ist die organisierte Gruppenselbsthilfe als Eigenkapitalersatz. In vielen Fällen wird auch darauf Wert gelegt, Barrieren gegen Kinder und alte Menschen abzubauen und Menschen mit Migrationshintergrund ausdrücklich einzubeziehen. Einzelne Projekte machen sich interkulturelles Wohnen auch zum zentralen Anliegen.
Verwandte Lebensformen waren oder sind z. B. Siedlungsgenossenschaft, Ökosiedlung, Kibbuz und Landkommune. Auch Autofreies Wohnen, Mehrgenerationenhäuser, Wagenburgen oder (Bau-)Wagenplätze, autonome Zentren, Gewerbehöfe und von Frauen bewohnte Beginenhöfe zeigen Überschneidungen zu Wohnprojekten.
Auf Bauernhöfen finden sich Wohnprojekte ebenso wie Pflege-Projekte (Green Care).
Für Wohnprojekte kommen je nach Ausrichtung und Projektphase unterschiedliche Rechtsformen in Frage. Gängige Rechtsformen hierfür sind in Deutschland der Verein (vor allem in der Gründungsphase), die GbR (für kleinere Gruppen oder für die Planungs- und Bauphase bei Baugemeinschaften), die Wohnungseigentümergemeinschaft, die Genossenschaft (zum Beispiel als „kleine Genossenschaft“) und die GmbH. Die Projektentwicklung, die Baubetreuung und die Verwaltung können in Zusammenarbeit mit externen Trägern durchgeführt werden.

## Strukturen
Die Finanzierung vieler Wohnprojekte erfolgt über Direktkredite von Privatpersonen sowie über Darlehen der GLS-Gemeinschaftsbank.
Das Freiburger Mietshäuser Syndikats unterstützt Wohnprojekte durch Beratung und Finanzierung von Objekten, die als selbstverwaltete GmbHs mit Minderheits-Beteiligung des Syndikats eine langfristige angelegte Grundlage erhalten.
Auch die deutsche Stiftung trias und die Schweizer Stiftung Edith Maryon ermöglichen und fördern Wohnprojekte durch Ankauf von Grundstücken und Gebäuden sowie durch Beratung und Vernetzung.
Stiftungen wie die Schader-Stiftung und die Montag Stiftung Urbane Räume bemühen sich um eine nachhaltige Stadtentwicklung unter anderem durch Modelle zur engen Beteiligung aller Betroffenen an der Planung von Entwicklungs- und Baumaßnahmen.
Seit den 1990er Jahren werden in manchen Städten Wohnprojekte-Tage veranstaltet, in denen sich lokale Initiativen und Projekte sowie überregionale Netzwerke und Verbände vorstellen.

## Projekte
In Dänemark, dann auch in anderen Ländern Skandinaviens, in den Niederlanden und in den USA entstanden ab den 1960er Jahren vielfältige Cohousing-Projekte, die von den Bewohnern selber entwickelt und verwaltet werden.
In Großstädten entstanden viele Wohnprojekte in ursprünglich besetzten leerstehenden Gebäuden. Das Freiburger Quartier Vauban, die Freistadt Christiania in Kopenhagen und das autonome Kultur-Zentrum Metelkova in Ljubljana entstanden in ehemaligem Militäreinrichtungen.

### Deutschland
In Deutschland gibt es viele dem Ansatz nach „alternative“ Wohnprojekte, etwa die Schellingstraße in Tübingen, die WiG – Wohnen in Gemeinschaft in Herne, die MiKa in Karlsruhe, SUSI und Grether in Freiburg, den Aegidienhof in Lübeck, Wohnsinn und Agora in Darmstadt, Wagnis in München, die ALLMEIND in Regensburg/Burgweinting, die ehemalige Yorck59, die Rigaer 94 und die Köpi in Berlin oder die Hafenstraße in Hamburg. Hamburg ist mit über 120 genossenschaftlich organisierten Wohnprojekten eine Hochburg.

### Österreich / Schweiz
Überregional bekannt sind die Sargfabrik im Westen Wiens mit einem großen Kulturzentrum und KraftWerk in Zürich mit Raum für gemeinschaftliches Wohnen und Arbeiten. Beide haben inzwischen Ableger gebildet. In Wien hat sich im letzten Jahrzehnt das mit einem „Staatspreis für Architektur und Nachhaltigkeit 2014“ ausgezeichnete „Wohnprojekt Wien“ am Nordbahnhofgelände als Leitprojekt für neue Baugruppenprojekte, z. B. auch in den Stadtentwicklungsgebieten Seestadt und Sonnwendviertel etabliert.